# لی چونیانگ
لی چونیانگ (انگلیسی: Li Chunyang؛ زادهٔ ۲ فوریهٔ ۱۹۶۸) ژیمناست هنری اهل چین است.